# سانشو الثاني ملك نافارا
شانجة بن غرسية الونقي أبرقة أو سانشو الثاني غارسيا أباركا (توفي في ديسمبر 994) ملك نافارا منذ عام 970 م حتى وفاته، وهو ابن غارسيا سانشيز الأول ملك نافارا من زوجته أندريغوتا ابنة غاليندو أثناريز الثاني كونت أراغون، والذي اعترف بأخيه الأصغر راميرو غارسيث ملك بقيرة ملكًا على بقيرة.
تحت حكم سانشو، عززت نافارا بعض المكاسب التي حققها سلفه، ولكنها أيضًا عانت عدة نكسات عسكرية كبيرة على يد جنود الدولة الأموية في الأندلس. ارتبطت نافارا مع مملكة ليون ومملكة قشتالة بروابط عائلية، مما دعاه لدعم الملك الشاب راميرو الثالث ملك ليون في مطالبته بعرشه.
بعد وفاة الخليفة الحكم المستنصر بالله عام 976، وخلافة ولده هشام المؤيد بالله الذي غلب عليه حاجبه محمد بن أبي عامر، بدأ نجم الممالك المسيحية في الأفول. هزم جنود المنصور المسيحيين في معركة شنت بجنت جنوب مدينة سوريا. وفي عام 975، هزم المسلمون سانشو في شنت إشتيبن، ويُعتقد أنه أُسر في معركة إسترقويل ذاك العام.
وفي عام 981 في معركة حصن روطة، تلقى المسيحيين هزيمة كبرى أخرى. ولما يأس سانشو من هزيمة المنصور، زار قرطبة محملاً بالهدايا لتوقيع معاهدة مع المنصور، مع عقد مصاهرة بزواج المنصور من ابنته أوراكا. نتج عن هذا الزواج ولد هو عبد الرحمن شنجول, الابن الثاني للمنصور والذي حاول خلع الأمويين عن عرش قرطبة. واجه سانشو غزوات المنصور أعوام 989 و 991 و 992، مما جعله يبعث بابنه غونثالو عام 993، طلبًا للصلح. وفي عام 994، تعرضت مملكته مجددًا لهجوم المسلمين.
تزوج سانشو من أوراكا ابنة فرنان غونثالث كونت قشتالة وعمته سانشا النافارية. حدث الزواج بين عامي 962-970. فقبل عام 950، تزوجت أوراكا مرتين من أردونيو الثالث ملك ليون وأردونيو الرابع ملك ليون. وقد كان سانشو زوجها الثالث والأخير وأنجبا: 
- غارسيا
- راميرو (المتوفي عام 992)
- غونثالو الذي منح كونتية أراغون بوصاية أمه.
- أوراكا (عبدة) زوجة محمد بن أبي عامر وأم عبد الرحمن شنجول.